# 사이고정
사이고정(西郷町 사이고초[*])은 시마네현 오키군에서 과거에 존재하였던 정이다. 2004년 10월 1일부로 후세촌, 쓰마촌, 고카촌과 통합, 지금의 오키노시마정이 출범되었다. 그러나 사이고정은 오키 제도의 중심 관문 기지로 번성하였던 곳으로 알려졌다.

## 지리
오키 제도 중에서 가장 큰 도서 지역인 도고섬(島後)에 자리잡고 있는 정(町)이다. 그러나 이 정내 전체의 8할 면적이 산림으로 거의 이루어져 있어, 다이센오키 국립공원까지 지정된 곳으로 분류된다. 그리고 이 일대가 관광명소로도 매우 유명하며, 인접 지역으로는 후세촌, 고카촌, 쓰마촌 등이 있지만, 도고 서부 지역이 오치군 관할이었다면, 도고 동부 지역에 속해 있었던 사이고정은 스기군에 소속되어 있다.

## 역사
- 1904년 5월 1일 - 시마네현 오키 국 니오가르정 촌의 제도 니세키 술건의 시행으로 스기군 니시정·나카정·히가시정의 구역으로 사이고정이 성립하였다.
- 1954년 7월 1일 - 도고촌, 나카스지촌, 이소촌과 합병해 새로운 사이고정이 성립하였다.
- 1960년 11월 1일 - 나카촌을 편입하였다.
- 1969년 4월 1일 - 오키군으로 관할권이 변경되었다.
- 2004년 10월 1일 - 후세촌, 쓰마촌, 고카촌과 합병해 오키노시마정이 성립하였다. 동일 사이고정은 폐지되었다.

## 교육
- 시마네현립 오키 고등학교
- 시마네현립 오키 스이산 고등학교

## 교통

### 공항
- 오키 공항

### 도로
- 일반 국도
  - 국도 제485호선
- 주요 지방도
  - 시마네현도 제43호 오키 공항 선
  - 시마네현도 제44호 사이고 쓰마고리 선
  - 시마네현도 제47호 사이고 후세 선
- 일반 현도
  - 시마네현도 제316호 나카무라 쓰도고 선
  - 시마네현도 제323호 이케다 나카마치 선

### 선박
정기 여객 항로
- 오키 기센 (대다수가 사이고항을 발착 노선으로 삼음)
  - 페리 : 오키 제도의 각 항구에서 시치루이항, 사카이항 등을 위주로 연결.
  - 초고속선 : 페리와 같음. 그러나 매년 3월부터 11월까지만 운항함.